# Ephedranthus boliviensis
Ephedranthus boliviensis là loài thực vật có hoa thuộc họ Na. Loài này được Chatrou & Pirie mô tả khoa học đầu tiên năm 2003.